# Monster Games
Pour les articles homonymes, voir MonsterGames.
Monster Games, Inc. est un studio américain de développement de jeux vidéo situé à Northfield dans le Minnesota, spécialisé dans les jeux de course. La compagnie est fondée en 1996.

## Jeux développés
- 1998 - Viper Racing (Windows)
- 2000 - NASCAR Heat (Windows)
- 2001 - NASCAR Heat 2002 (PlayStation 2, Xbox)
- 2002 - NASCAR: Dirt to Daytona (GameCube, PlayStation 2)
- 2004 - Test Drive: Eve of Destruction (PlayStation 2, Xbox)
- 2006 - Excite Truck (Wii)
- 2009 - Excitebots: Trick Racing (Wii)
- 2009 - Excitebike: World Rally (WiiWare)
- 2011 - Pilotwings Resort (Nintendo 3DS)
- 2013 - Donkey Kong Country Returns 3D (Nintendo 3DS)
- 2014 - Donkey Kong Country: Tropical Freeze (Wii U) codéveloppé avec Retro Studios[1]
- 2015 - Xenoblade Chronicles 3D (New Nintendo 3DS)
- 2016 - NASCAR Heat Evolution (PlayStation 4, Xbox One, PC/Steam)
- 2017 - NASCAR Heat 2 (PlayStation 4, Xbox One, Microsoft Windows)
- 2018 - NASCAR Heat 3 (PlayStation 4, Xbox One, Microsoft Windows)